# Nomascus gabriellae
El gibón de mejillas beige del sur (Nomascus gabriellae) es una especie de primate hominoideo de la familia Hylobatidae. Habita las selvas de la mitad sur de Laos, la mitad este de Camboya y la mitad sur de Vietnam.
El gibón de mejillas beige nace rubio y luego se vuelve negro. Los machos llevan este color a lo largo de su vida y tienen las mejillas doradas distintivas. Las hembras nacen rubias para mezclarse con el pelaje de su madre, pero luego se vuelven negras. Las hembras se vuelven rubias en la madurez sexual, manteniendo solo una gorra negra en la parte superior de sus cabezas.
Este diurno y arbóreo gibón vive en el bosque tropical primario, buscando frutas, usando braquia para moverse a través de los árboles.
Se sabe poco sobre esta especie en la naturaleza, pero se cree que tiene una vida útil de aproximadamente 46 años.
En el año 2007 nació un ejemplar en cautividad dentro del programa de conservación de la especie en el que participa el zoo de Fuengirola.

## Conservación y rehabilitación
Se puede encontrar una gran población silvestre protegida en parque nacional Cat Tien: donde existe una colaboración con Endangered Asian Species Trust (Reino Unido) y el Centro de Rescate de Vida Silvestre Pingtung (Taiwán) fundó el Centro de Especies de Primates en Peligro de Dao Tien, que se especializa en el rescate, rehabilitación y liberación de N. gabriellae  y otros primates en peligro de extinción.
Un informe de la Wildlife Conservation Society contó 1.200 gibones con crestas de mejillas amarillas en el Santuario de Vida Silvestre Keo Seima de Camboya, una estimación que representa la mayor población conocida de la especie en el mundo.